# ’Cuz I Can
«'Cuz I Can» (рус. Потому что я могу) — песня, написанная Pink, Максом Мартином и Лукашом Готвальдом для четвёртого альбома певицы I'm Not Dead (2006), на котором он был седьмым синглом.
В песне Pink говорит, что она играет по собственным правилам и хвастается своим гламуром, противо-консьюмеристическом содержанием «Stupid Girls», другом треке с альбома. Ссылаясь на «'Cuz I Can», она назвала себя «ходячим противоречием» и «небольшой лицемеркой». Это был один из пяти альбомных треков, которые просочились в интернет в июле 2005.
Сингл был послан на радиостанции в Австралии 4 октября 2007. Он дебютировал 33 строкой в Australian ARIA Digital Track Chart и достиг пика на 14 строке. Трек дебютировал 39 строкой в New Zealand Singles Chart, став первым синглом, державшимся в чарте, основываясь только на цифровых продажах. Он достиг пика на 29 строке.
Клип впервые можно было посмотреть по австралийскому телевидению 5 октября 2007, это живое исполнение с тура I'm Not Dead Tour. На разогреве тура присутствовали танцоры, одетые в монахов, под мантиями лишь в нижнем белье.

## Клип
Ни одного клипа не было снято из-за того, что P!nk была в туре во время релиза. Вместо живого выступления с тура I’m Not Dead Tour было использовано видео из её концертного DVD «I’m not Dead Tour Live in from Wembley Arena 2007».

## Чарты
| Чарт (2007/2008)                    | Наивысшая позиция |
| ----------------------------------- | ----------------- |
| Australian ARIA Digital Track Chart | 14                |
| Australian Airplay Chart            | 2                 |
| New Zealand Airplay Chart           | 9                 |
| New Zealand RIANZ Top 40            | 29                |
| Russian Airplay Chart               | 46                |

## Сертификации
| Страна        | Сертификация | Продажи |
| ------------- | ------------ | ------- |
| По всему миру |              | 50,000  |